# Waarzeggerij (Harry Potter)
Waarzeggerij (Engels: Divination) is een schoolvak op Zweinstein, de toverschool in de Harry Potter-boekenserie van J.K. Rowling.
Het wordt gegeven vanaf het derde schooljaar door Sybilla Zwamdrift. In het vijfde boek wordt Firenze door Albus Perkamentus aangesteld als leraar Waarzeggerij, wanneer professor Zwamdrift door Dorothea Omber is ontslagen. Later, als Omber is verdreven uit Zweinstein, keert Zwamdrift terug, en blijft Firenze. Zwamdrift is daar totaal niet tevreden mee. Bij waarzeggerij draait het om het leren voorspellen van de toekomst.

Het is het minst favoriete vak van Harry, Hermelien, Ron en de overige Griffoendors (met uitzondering van Parvati Patil en Belinda Broom, die wel degelijk interesse toonden). Professor Zwamdrift voorspelde in het eerste jaar Waarzeggerij elke les de dood van Harry. Hermelien vindt het een overbodig vak en stopt aan het eind van het derde schooljaar ermee. Het huiswerk dat Harry en Ron krijgen maken ze meestal niet serieus. Zwamdrift heeft dat niet door.
Waarzeggerij wordt gegeven in een lokaal boven in de Noordertoren. Alleen met behulp van een ladder kun je het lokaal bereiken. Het is een ronde kamer die verlicht wordt door voornamelijk kaarsen. De ramen zijn afgeschermd. Het is het enige lokaal waar geen normale banken in staan, maar kleine tafeltjes met zachte stoelen.